# Karátsonyi-palota
A Karátsonyi-palota egy 1853-56 között épült palota volt Budapest I. kerületében, a Krisztinavárosban, a Krisztina körúton, a Vérmező délnyugati sarkával szemben, a Kuny Domokos utca, Mikó utca és a Kosciuszkó Tádé utca által határolt telken. 1938-ban lebontották, helyére 1951-ben irodaházat építettek, mely 1990–2018 között a MATÁV, Magyar Telekom székháza.

## Története
A Krisztina körút 55. szám alatti telken az első palotát 1790-ben építette egy Kalmárffy (eredetileg Krammerlauf) Ignác nevű, rendőrspicliből városi bíróvá avanzsált tisztviselő. A 27 szobával és 5 konyhával felszerelt, földszintes barokk stílusú épület U alaprajzú volt. A szomszédos telken fekvő botanikus kert területéből Kalmárffy később 942 négyszögölnyit megvásárolt, melyből saját palotájának parkját bővítette. Örökösei az épületet 1848-ban eladták.
A Kalmárffy-féle épületet 1850 körül lebontották, a telket a Karátsonyi család akkori feje, a tudományt és kultúrát támogató, mozgalmas társasági életet élő Karátsonyi Guido gróf (1817–1885) szerezte meg. Az elbontott épület alapjainak felhasználásával 1853–1856 között új romantikus stílusú, egyemeletes palotát építtetett, Pán József tervei alapján. Ez lett a grófi család budapesti rezidenciája.

## Az épület

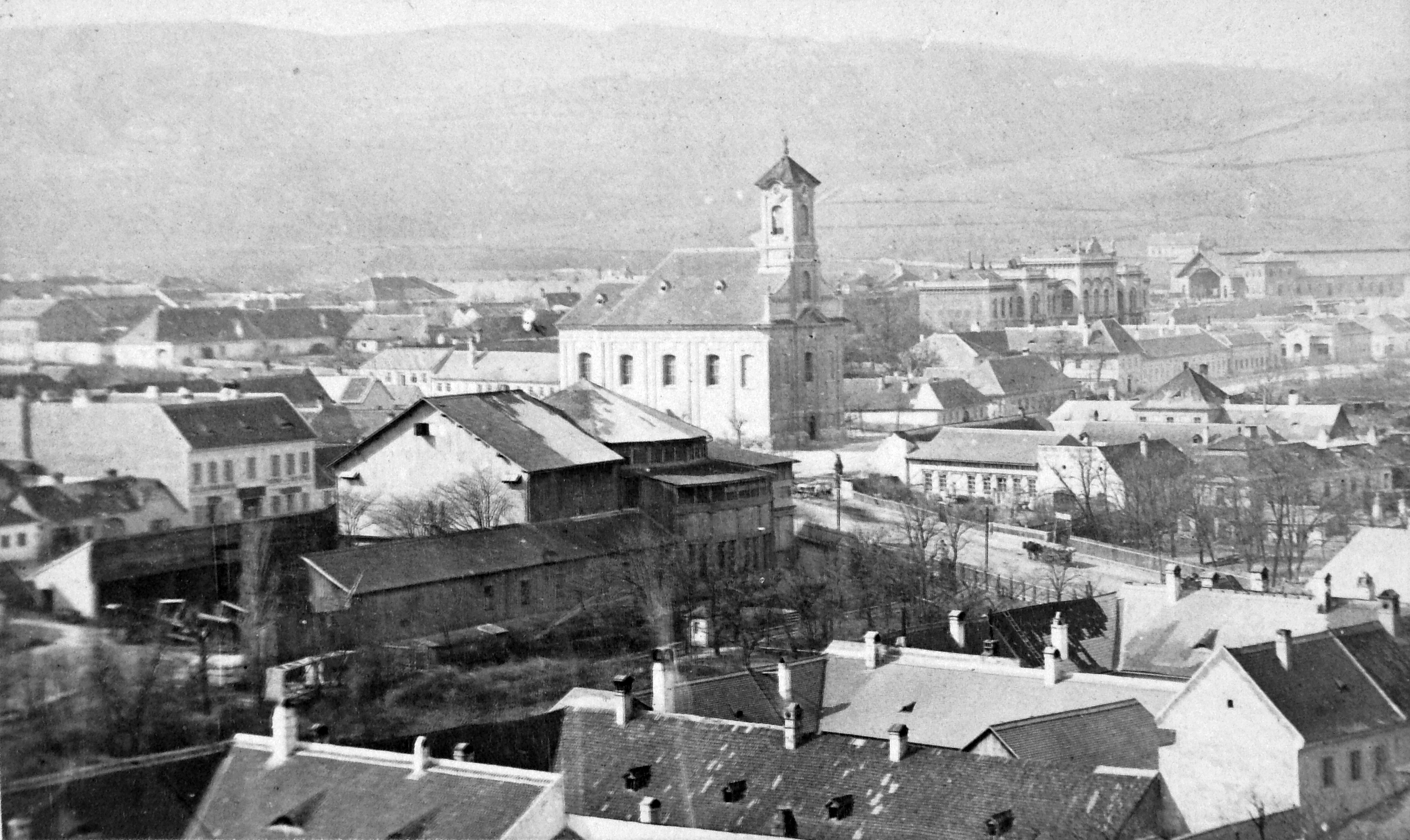
A Krisztinavárosi plébániatemplom képe 1875-ből. Jobbra a háttérben a Karátsonyi-palota és a Déli pályaudvar.

A palota a korabeli Buda legnagyobb és legdíszesebb magánházai közé tartozott. Belső berendezését neobarokk stílusban tervezték, teljes belső kiképzése csak 1880-ban készült el. Reprezentatív belső terei, télikertje, könyvtára, 300 fős színházterme és gazdagon díszített, reprezentatív képtára a régi főúri kastélyok hangulatát idézte fel. A képtár anyagát a gróf főleg barokk festők képeivel töltötte fel, a gyűjtemény legértékesebb darabja Jacob Jordaens: „Bűnbeesés” c. festménye volt (A kép többszöri tulajdonosváltás után, jelenleg (2016) a Szépművészeti Múzeum tulajdona.)
A palota széles homlokzata a Vérmezőre és a Várra tekintett. Romantikus stílusú homlokzatát rizalitok, árkádok, erkélyek tagolták. A főlépcső két oldalához félkörös kocsifelhajtók csatlakoztak. A földszinten a nagy színházterem, a Karátsonyi-képtár és az ebédlő kapott helyet. Az előcsarnok mindkét oldalán díszes lépcsőház vezetett fel az emeletre, díszes kovácsoltvas lépcsőkorlátokkal, a díszterembe és a lakószobákhoz.
A palotában számos bált, társasági és kulturális eseményt tartottak. 1873-ban a palotában adott koncertet Liszt Ferenc. 1898-ban a Guidó gróf által megrendezett farsangi bált maga az uralkodó, Ferenc József király is meglátogatta. Az eseményről a Mikszáth Kálmán által szerkesztett Országos Hírlap is beszámolt: „A főúri körökben még mindig nem beszélnek egyébről, mint a tündérfényű Karátsonyi-bálról. Igazi clou-ja volt ez az idei farsangnak és históriai momentummá vált azáltal, hogy a király is megtisztelte jelenlétével egyik hűséges alattvalójának a mulatságát.” Karátsonyi Guido gróf egyébként a korabeli bulvársajtó társasági rovatának kedvelt szereplője volt, Mikszáth is gyakran írt róla cikket. A gróf elhunytakor, 1885-ben Mikszáth nekrológot is írt róla.

## Hanyatlás és bontás
Guido gróf elsőszülött fia, Karátsonyi Aladár rangon alul nősült, apja rávette, mondjon le elsőszülötti jogairól (primátusáról). Az apa halála után a második fiúgyermek, Karátsonyi Jenő gróf (1861–1933) örökölte a családi hitbizományt, birtokokat és a palotát is. A családi vagyont ekkor már súlyos jelzálog terhelte. Jenő grófnak nem volt gyermeke, ezért unokaöccsét, Keglevich-Karátsonyi Imre grófot (1897–1964), húgának, Karátsonyi Ilmának (1867–1949) és gróf Keglevich Gyulának fiát jelölte ki a családi vagyon örököséül. Ilma grófné és fia azonban már nem tudott úrrá lenni a család növekvő adósságain. Korabeli források szerint Imre gróf „eltékozolta a vagyont”. A jobb napokat látott Karátsonyi-palota az 1930-as évek elejére a hitelezők kezére került.
Az épületet 1938-ban alapjaiig lebontották. A telken a magyar kormány egy német birodalmi iskola (Reichsschule) építését tervezte, hivatalosan a Német Birodalom – ezekben az években Európa emelkedőben lévő vezető hatalma – irányában tett baráti gesztusként. Az 1930-as évek közepén több nagy ingatlanspekulációs projekt is zajlott Budán, ilyen háttérindíték sem zárható ki. A német iskola sohasem épült fel.

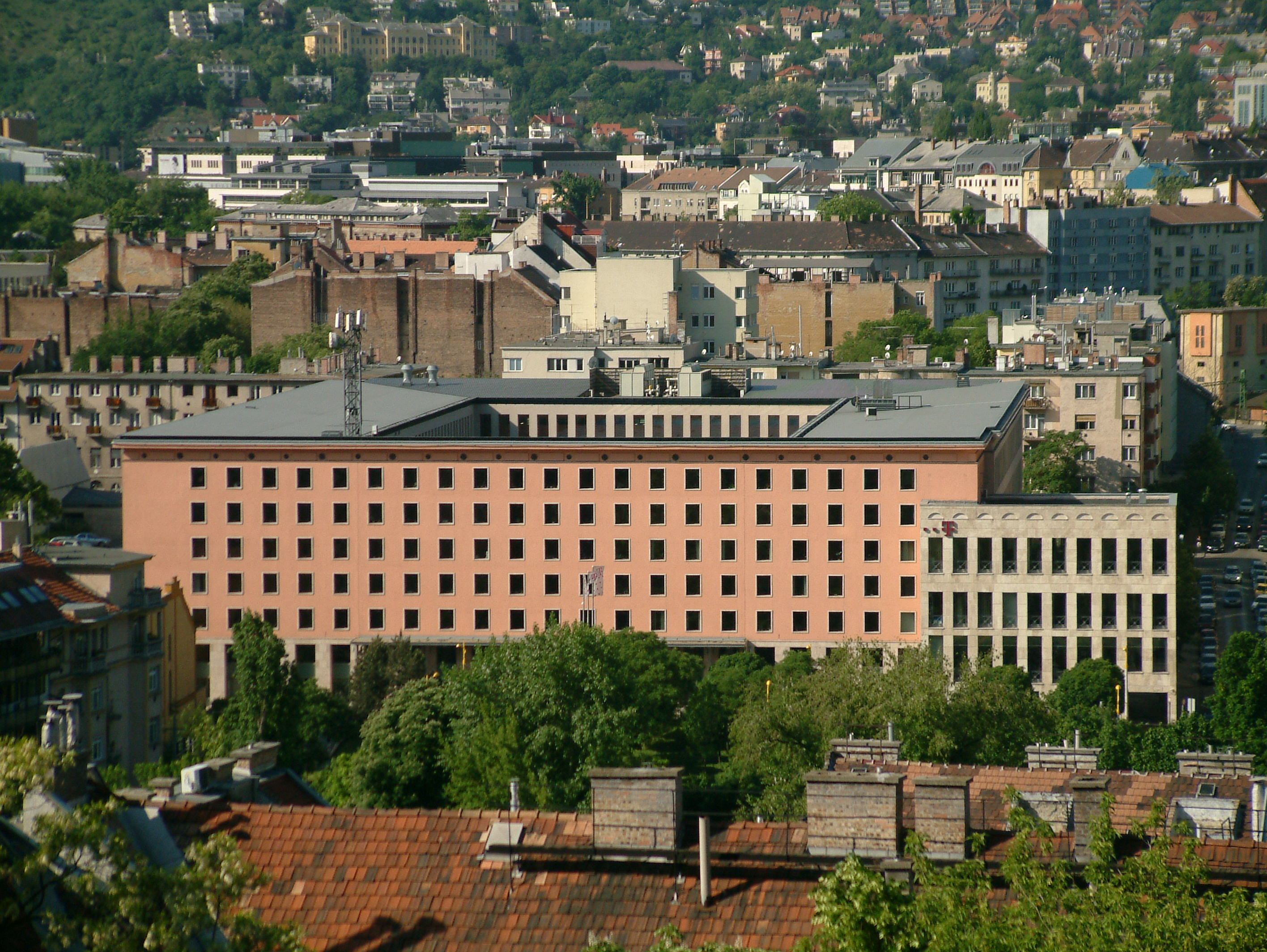
Az egykori palota helyén álló irodaépület 2009-ben, eredetileg a KGMTI, majd a Magyar Telekom székháza

A második világháború és a kommunista hatalomátvétel után, 1951-1954 között a telekre a Kohó- és Gépipari Minisztérium Tervező Irodáinak (KGMTI) székházát építették, szocialista realista stílusban, kis részben az egykori kastély alapjainak felhasználásával. A irodaház hatalmas tömbjének alaprajza elfoglalja az egykori Karácsonyi-palota épületének és parkjának teljes területét. 1968-ban a KGMTI-t önelszámoló gazdasági szervezetté, a Kohó- és Gépipari Tervező Vállalattá (KOGÉPTERV) szervezték át. Az 1990-es rendszerváltás után a vállalat szétesett. Az irodaépületet a Matáv szerezte meg. Az 1950-es évek jellemző szocialista realista stílusában épült házat az 1990-es években védetté nyilvánították, a Matáv nem bonthatta le, ezért eredeti külső formáját megtartva újította fel. 2018-ig a jogutód Magyar Telekom székháza volt.